# Alex Fergusson (musicien)
Pour les articles homonymes, voir Alex Fergusson.
Alex Fergusson, né Alexander Fergusson le 16 décembre 1952 à Glasgow, est un guitariste et producteur écossais.

## Biographie
En 1977, Fergusson forme avec Mark Perry au chant le groupe de punk rock expérimental Alternative TV. Toujours tourné vers l'avant-garde et l'expérimentation sonore, il est l'un des membres fondateurs de Psychic TV avec Genesis P-Orridge en 1981, à la suite du split du groupe de ce dernier, Throbbing Gristle. Les deux hommes collaborent pendant plusieurs années, mais finissent par connaître de profondes divergences, liées en partie à l'orientation musicale prise par le groupe vers l'acid house mais surtout aux activités pseudo-spirituelles de P-Orridge au sein de Thee Temple ov Psychick Youth, et Fergusson quitte Psychic TV en 1987.
En 1993 il sort un white label éponyme, suivi de Perverse Ballads en 1996, et The Essence en 2001.
Il effectue son travail de producteur discographique sous le nom de AF Productions ; il a travaillé avec un certain nombre d'autres musiciens dont Orange Juice, The Go-Betweens, et Gaye Bykers on Acid.

## Sources
- (en) Cet article est partiellement ou en totalité issu de l’article de Wikipédia en anglais intitulé « Alex Fergusson (musician) » (voir la liste des auteurs).
- Éric Duboys, Industrial Music for Industrial People, Camion Blanc, 2007, 557 pages (n&b)  (ISBN 978-2-910196-49-3)